# Évelyne Mesclier
Évelyne Mesclier, née en 1964, est une géographe et universitaire française. Elle est directrice de recherche à l’IRD, spécialiste de l'Amérique Latine andine et elle a dirigé  l'Institut français d'études andines entre 2016 et 2020.

## Biographie
Ancienne élève de l'École normale supérieure de jeunes filles (promotion 1984), Évelyne Mesclier fait des études de géographie et obtient un doctorat en 1991, en soutenant une thèse intitulée Les paysans face au marché dans des situations d'instabilité : étude comparative dans les Andes du Pérou sous la direction d'Olivier Dollfus. Elle est chercheuse à l'Institut de recherche pour le développement depuis 2004 et membre associée de l'UMR PRODIG, inscrivant ses recherches dans l'axe Processus productifs et échanges, régulations et dynamiques territoriales. Elle présente un mémoire d'habilitation universitaire en 2008, à l'université Paris 1, intitulé La démocratisation sociale par l’espace ? Paysans indigènes, État et mondialisation au Pérou, dont Jean-Louis Chaléard est garant.
Elle a dirigé l'Institut français d'études andines (IFEA) de Lima au Pérou à partir de 2016.
Depuis octobre 2024 elle est directrice du département "Société, mondialisation" de l'IRD.

## Publications
- (coord.) Los Andes y el reto del espacio mundo. Homenaje a Olivier Dollfus, avec Jean-Paul Deler, Lima, Institut français d’études andines, Instituto de Estudios Peruanos, Embajada de Francia en el Perú, coll. « Travaux de l'IFEA », 2004, [lire en ligne], 419 p.
- (co-dir.)  (éd.), 2006. La mondialisation côté Sud. Acteurs et territoires, avec J. Lombard & S. Velut, Paris, IRD-Éditions rue d’Ulm, 2006, 496 p.
- Géographies de l’Amérique latine, avec F. Dureau & V. Gouëset, Rennes, PUR, 2006, 374 p.
- (dir.) Dinamicas socioeconomicas en el espacio colombiano, CREeE - DANE - IRD, Bogota, 1999[6]
- Agricultures familiales et territoires dans les Suds, avec Alia Gana & Nasser Rebaï, IRMC/Karthala, 2019,  (ISBN 9782811125721)